# St. Sebastian (Bernheck)

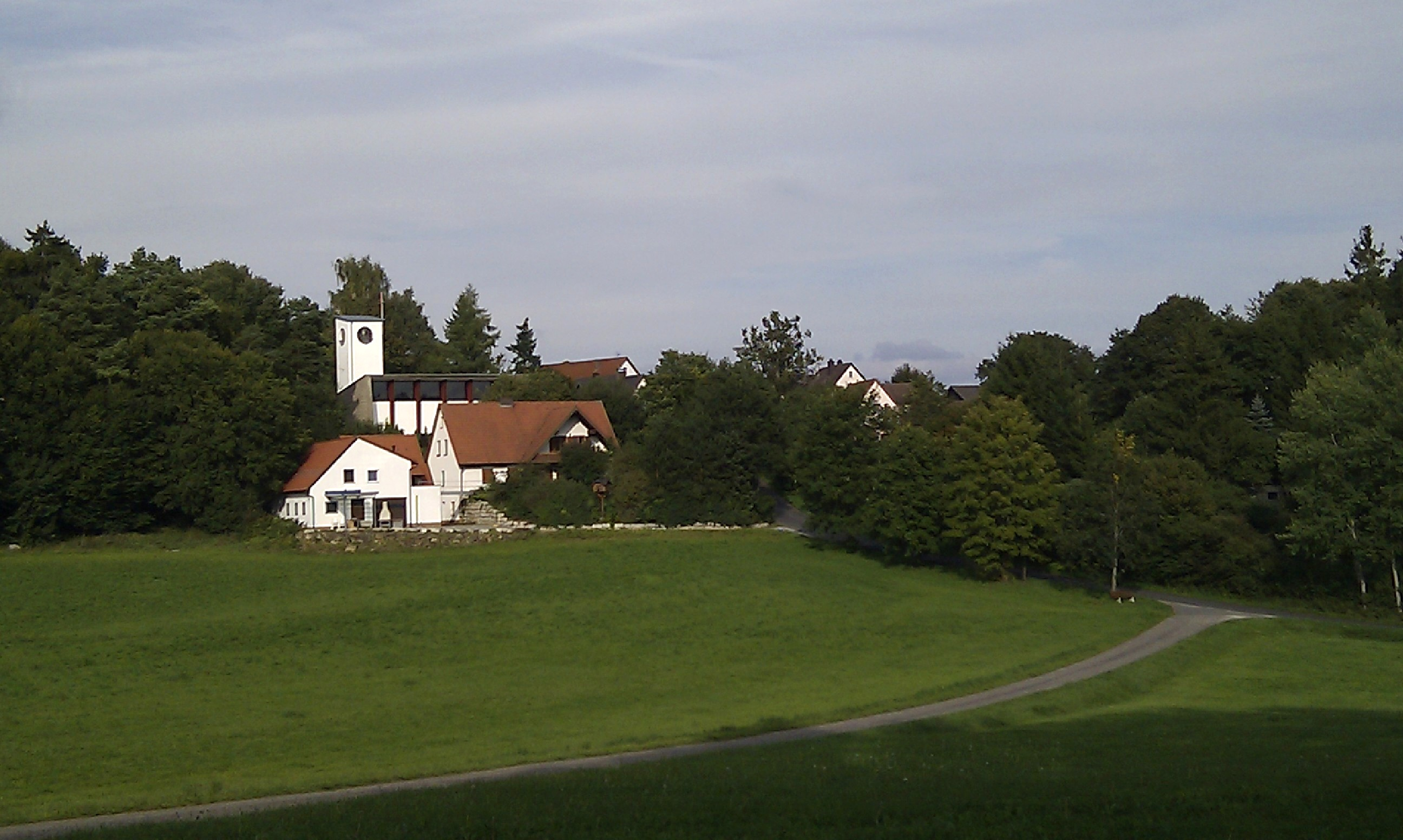
Bernheck, St. Sebastian, Südwestansicht

Die römisch-katholische Filialkirche St. Sebastian befindet sich am südlichen Rande des Dorfes Bernheck, eines Gemeindeteils von Plech im Landkreis Bayreuth (Oberfranken, Bayern), und wurde 1953 nach Plänen von Hans und Traudl Maurer errichtet. Die Kirche der Nachkriegsmoderne ist unter Aktennummer D-4-72-177-22 in der Denkmalliste Bayern eingetragen.

## Baugeschichte & Architektur
Auf Grund des Anstiegs der Zahl der Katholiken nach dem Krieg beschlossen Pfarrer Ludwig Wimplinger und Dekan Franz Vogl 1951, eine Kirche in Plech zu bauen. Das Pasinger Architektenpaar Hans und Traudl Maurer entwarf den Kirchenbau, bestehend aus einem Langhaus mit einem 15 Meter hohem Turm, der ursprünglich roh war, jedoch später verputzt wurde. Am 5. Juli 1953 fand die Einweihung durch Erzbischof Joseph Otto Kolb statt. 18 katholische Familien von Bernheck brachten hohe Eigenleistungen ein, und die Familie Schuster stellte das Grundstück kostenlos zur Verfügung.
Der Kreuzweg stammt von Knut Schnurer, die Muttergottes-Statue und die Madonna von Felix Müller, der Altarbereich von den Künstlern der Weinert Werkstätten, das Kreuz und der Tabernakel von Charles Gottfried Bunge. Langhaus und Turm sind mit Pultdächern bedeckt. Die seitlichen Wände sind mit Bruchsteinen betoniert worden. Am Eingang befindet sich ein wandhohes, farbiges Glasfenster. Wert beim Bau wurde auf Materialien aus der Region gelegt. Stein von den nahen Feldern und Holz von den umliegenden Wäldern. Glas & Hofmann aus Neuhaus an der Pegnitz hatten die Bauleitung. 1956 folgten die Glocken „St. Maria“ und „St. Ignatius“ aus Pottenstein von Johann Michael Höhn und 1956 wurde die Glocke „St. Sebastian“ von Rudolf Perner gegossen. 1981 wurde die Leichenhalle errichtet, 1991 folgte die Orgel und 1992 die Heizung.

## Baudenkmal
St. Sebastian steht unter Denkmalschutz und ist im Denkmalatlas des Bayerischen Landesamtes für Denkmalpflege und in der Liste der Baudenkmäler in Bernheck eingetragen.